# Koniec dzieciństwa (serial telewizyjny)
Koniec dzieciństwa – (ang. Childhood’s End) amerykański miniserial (dramat science fiction), którego twórcami są Akiva Goldsman oraz Mike DeLuca. Serial jest adaptacja powieści Koniec dzieciństwa autorstwa Arthura C. Clarke’a. Childhood’s End był emitowany od 14 grudnia 2015 roku przez SyFy. W Polsce serial był emitowany od 31 grudnia 2015 roku przez Canal+ Seriale.

## Fabuła
Serial opowiada o pokojowej inwazji kosmitów, Nadlordów, którzy zaczynają rządzić na Ziemi.

## Obsada

### Główna
- Mike Vogel jako Ricky Stormgren[3]
- Julian McMahon jako dr Rupert Boyce[4]
- Charles Dance jako Karellen[5]
- Yael Stone jako Peretta Jones
- Daisy Betts jako Ellie Stormgren[6]
- Ashley Zukerman jako Jake Greggson[7]
- Charlotte Nicdao jako Rachel Osaka[8]
- Osy Ikhile jako Milo Rodericks[9]
- Hayley Magnus  jako Amy Morrel
- Colm Meaney  jako Wainwright[8]

## Odcinki
| Sezon | Sezon | Odcinki | Oryginalna emisja SyFy | Oryginalna emisja SyFy | Oryginalna emisja Canal+ Seriale | Oryginalna emisja Canal+ Seriale | Oryginalna emisja Canal+ Seriale |
| Sezon | Sezon | Odcinki | Premiera sezonu        | Finał sezonu           | Premiera sezonu                  | Finał sezonu                     |                                  |
| ----- | ----- | ------- | ---------------------- | ---------------------- | -------------------------------- | -------------------------------- | -------------------------------- |
|       | 1     | 3       | 14 grudnia 2015        | 16 grudnia 2015        | 31 grudnia 2015                  | 31 grudnia 2015                  |                                  |

### Sezon 1 (2015)
| # | Tytuł         | Reżyseria   | Scenariusz     | Premiera        | Premiera Canal+ Seriale |
| - | ------------- | ----------- | -------------- | --------------- | ----------------------- |
| 1 | The Overlords | Nick Hurran | Matthew Graham | 14 grudnia 2015 | 31 grudnia 2015         |
| 2 | The Deceivers | Nick Hurran | Matthew Graham | 15 grudnia 2015 | 31 grudnia 2015         |
| 3 | The Children  | Nick Hurran | Matthew Graham | 16 grudnia 2015 | 31 grudnia 2015         |

## Produkcja
3 września 2014 roku, stacja SyFy zamówiła 6-odcinkowy miniserial.